# Microdrosophila gangwonensis
Microdrosophila gangwonensis är en tvåvingeart som beskrevs av Kim och Joo 2002. Microdrosophila gangwonensis ingår i släktet Microdrosophila och familjen daggflugor. Inga underarter finns listade i Catalogue of Life.